# Indiana Jones and the Fate of Atlantis
Indiana Jones and the Fate of Atlantis I ist ein Computerspiel aus dem Genre der Point-and-Click-Adventures, das von LucasArts entwickelt und erstmals 1992 veröffentlicht wurde. Es ist der siebte Titel, der die Spiel-Engine und Skriptsprache SCUMM benutzt. In Fate of Atlantis erkundet man die Spielwelt und interagiert mit Gegenständen und Figuren, indem man mittels vorgegebener Verben Befehle erzeugt und Rätsel löst. Es stehen drei unterschiedliche Kampagnen zur Verfügung: je nachdem, ob Spieler sich für den Team-Weg, Puzzle-Weg oder Action-Weg entscheiden, ändert sich der weitere Spielverlauf und entwickelt sich die Handlung anders. Gelegentliche Action- und Kampfsequenzen bieten eine Abwechslung zum normalen Spielgeschehen, während ein Punktesystem die bewältigten Herausforderungen aufzeichnet und zu einem erneuten Durchlauf animieren soll.
Fate of Atlantis ist das zweite Spiel seiner Gattung mit der Filmfigur des Archäologen Indiana Jones in der Hauptrolle. Die Handlung ist im Jahr 1939 angesiedelt und dreht sich um die Suche des Protagonisten nach der legendären, versunkenen Stadt Atlantis. Indiana Jones wird auf seiner Reise um die Welt von seiner früheren Berufskollegin Sophia Hapgood begleitet, die sich als Medium verdingt und durch ein übersinnliches Medaillon mit einem atlantischen König in Kontakt steht. Das Duo wird auf der Suche nach der verlorenen Stadt vom Dritten Reich gejagt, das zum Zwecke der Kriegsführung nach der Energiequelle von Atlantis strebt.
Die Geschichte wurde von den Designern Hal Barwood und Noah Falstein geschrieben, nachdem sie ein ungenutztes Indiana-Jones-Filmskript als Vorschlag für einen Spielentwurf abgelehnt hatten. Atlantis wurde von ihnen als MacGuffin – also als handlungstragendes Objekt – gewählt, da ihrer Meinung nach die Beschreibungen der Stadt in literarischen Quellen nach der Verwendung in einem Computerspiel verlangten. Der frühere Filmdrehbuchautor und -produzent Barwood beschäftigte sich intensiv mit der Indiana-Jones-Reihe und setzte sich schließlich gegen die Firmenphilosophie seines Arbeitgebers durch, indem er den Protagonisten im Spiel getreu den Filmen LucasArts-untypischen Gefahrensituationen aussetzte. Falsteins Einfall, die drei unterschiedlichen Spielwege einzubauen, kostete Barwood und sein Team sechs zusätzliche Monate Entwicklungszeit und ließ Fate of Atlantis so um 50 % über das ursprünglich geplante Budget hinausschießen. Während der Produktion kamen Techniken wie das Rotoskopieverfahren und dynamische Musik zum Einsatz, die für LucasArts noch relativ neu waren.
Ursprünglich als Diskettenversion für IBM PCs veröffentlicht, wurde Fate of Atlantis später auch auf anderen Heimcomputern und als sogenannte „Talkie“-Edition umgesetzt. Diese CD-ROM-Version mit Sprachausgabe und digitalen Soundeffekten war auch die Grundlage für spätere Neuveröffentlichungen ab 2009. Fate of Atlantis wurde von Rezensenten hochgelobt, mehrfach zum besten Adventure-Spiel des Jahres gekrönt und bei öffentlichen Preisverleihungen gewürdigt. Kritiker äußerten sich besonders positiv über die drei Spielwege, die ein möglichst breites Publikum ansprechen sollten. Besondere Beachtung schenkten Rezipienten auch der filmreifen Geschichte und Präsentation, weshalb das Spiel schon früh als würdige Fortsetzung der zuvor erschienenen Kinotrilogie galt.
Selbst lange nach der Veröffentlichung von Fate of Atlantis hielten sich Gerüchte über eine mögliche Filmumsetzung des Adventures; es wurde jedoch lediglich als Comicserie und als Arcade-ähnliches Action-Spiel adaptiert. Fate of Atlantis verkaufte sich über eine Million Mal und wird heutzutage gemeinhin als Klassiker seines Genres betrachtet. Mehrere Adventure-Nachfolger waren angedacht, konnten jedoch nie auf den Markt gebracht werden: darunter ein Tie-in-Produkt für die Fernsehserie Die Abenteuer des jungen Indiana Jones, und das nach dem Zweiten Weltkrieg spielende Indiana Jones and the Iron Phoenix mit einer Geschichte um den sowjetischen Geheimdienst und eine mystische Wiederbelebung von Adolf Hitler. Barwoods spätere Idee für eine Handlung um fliegende Untertassen in den 1950er-Jahren musste verworfen werden, da sie für den vierten Kinofilm Indiana Jones und das Königreich des Kristallschädels aufgehoben wurde. Auf den Markt hingegen schafften es seine Entwürfe für das Gelegenheitsspiel Indiana Jones and His Desktop Adventures und das Action-Adventure Indiana Jones und der Turm von Babel.

## Spielprinzip

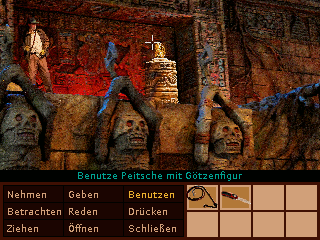
Diese Bildmontage zeigt eine typische Szene, wie sie in einem LucasArts-Adventure vorkommen könnte. Am unteren Bildschirmrand werden Verben und Gegenstände abgebildet, mit denen Befehle für die Spielfigur erzeugt werden können.

Indiana Jones and the Fate of Atlantis basiert auf SCUMM, einer Spiel-Engine und Skriptsprache für Point-and-Click-Adventures des Unternehmens LucasArts. Das Spielprinzip beruht darauf, die zweidimensionalen, statischen Umgebungen der Spielwelt zu erkunden und mit beweglichen Figuren und Gegenständen zu interagieren, um Rätsel zu lösen und die eingebettete Handlung voranzutreiben. Gesteuert wird wahlweise per Maus oder Tastatur. Mit dem Mauszeiger wird die Spielfigur per Klick über den Bildschirm bewegt. Mithilfe vorgegebener Aktionsverben wie „Nimm“, „Benutze“ und „Rede“ kann für sie ein Befehl erzeugt und ausgeführt werden. Auf diese Weise werden unter anderem Gegenstände im Inventar miteinander kombiniert und auf Objekte in der Umgebung angewendet. Zum Beispiel benutzt man an einer Stelle im Spiel einen großen Korb, ein Fischernetz, einen Gummiballon und einen Schlauch miteinander, um einen improvisierten Heißluftballon zu bauen, ihn anschließend an einer Fumarole mit Gas zu befüllen und so das nächste Areal zu erreichen.
Um Rätsel zu lösen sowie neue Hinweise und Gegenstände zu erhalten, müssen oft durch eine Abfolge von wählbaren Fragen und Antworten Unterhaltungen mit Nicht-Spieler-Figuren geführt werden. Einige Puzzles im Spiel blenden die Umgebung aus und zeigen stattdessen einen Mechanismus in Nahaufnahme, den es über die richtige Anordnung seiner Einzelteile in Betrieb zu nehmen gilt. Auch verschiedene Action-Sequenzen aus der Vogelperspektive bieten eine Abwechslung zum normalen Spielgeschehen: Während eines Kamelritts durch die Wüste muss man anderen Reisenden ausweichen, bei einer Verfolgungsjagd mit dem Auto gegnerische Fahrzeuge rammen, oder in einem Heißluftballon Richtung und Flughöhe anpassen.
Früh in der Handlung wird der Spieler vor die Wahl zwischen drei unterschiedlichen Spielmodi gestellt, von denen jeder seine eigenen Zwischensequenzen, Rätsel, Spielelemente und Umgebungen bietet: der Team-Weg, der Puzzle-Weg und der Action-Weg. Auf dem Team-Weg wird Protagonist und Spielfigur Indiana Jones – auch genannt Indy – von seiner Partnerin Sophia Hapgood begleitet, die dem Spieler mit Ratschlägen zur Seite steht. Der Puzzle-Weg bietet eine Fülle komplexer Rätsel, wohingegen der Action-Weg stark auf Faustkämpfe ausgelegt ist. Der Spieler übernimmt vereinzelt auch die Kontrolle über Sophia, die andere Reaktionen bei ihren Gesprächspartnern hervorruft und ihr eigenes Inventar besitzt. Bis auf wenige Ausnahmen besteht stets die Möglichkeit, den Spielstand zu sichern. Bei gespeicherten Spielen zeichnet ein Bewertungssystem, der Indy-Quotient, anhand eines Punktestandes die gelösten Rätsel, überwundenen Hindernisse und wichtigen Funde auf. Per Zufallsgenerator werden Teile der Rätsel bei jedem Spieldurchlauf leicht abgeändert – so wechselt zum Beispiel der Eingang einer Spielumgebung an einen anderen Ort und Puzzles verlangen eine abweichende Lösungskombination.
Für einen LucasArts-Titel ungewöhnlich ist die Tatsache, dass der Protagonist an bestimmten Stellen im Spiel sterben kann. Allerdings sind derartige Gefahrensituationen so gestaltet, dass sie für den Spieler leicht zu erkennen sind. Ein Beispiel hierfür sind viele der vorgenannten Faustkämpfe, die auch abseits des Action-Weges, dort jedoch wesentlich seltener vorkommen. In diesen Kampfsequenzen wird die reguläre Anzeige am unteren Bildschirmrand von zwei Schlagkraft- und Gesundheitsbalken für die Spielfigur und ihren Gegner ersetzt. Während eines Kampfes kann der Spieler Indys Faustschläge auf drei unterschiedliche Körperzonen (etwa den Kopf) seines Widersachers lenken. Nach jedem Hieb reduziert sich die Schlagkraft; diese nimmt erst wieder zu, wenn eine Weile kein neuer Angriff erfolgt. Je höher die Schlagkraft, desto mehr Gesundheitspunkte verliert der getroffene Kampfteilnehmer. Werden in kurzer Zeit viele Hiebe ausgeteilt, weicht der Widersacher zurück. Der Spieler hat auch die Möglichkeit, gegnerische Angriffe zu blocken, ihnen durch Rückwärtsschritte auszuweichen oder gar die Flucht zu ergreifen. Eine Auseinandersetzung endet siegreich, wenn der Gesundheitsbalken des Gegners leer ist. Über eine „Mogeltaste“ kann in den meisten Kämpfen ein K.-o.-Schlag ausgeführt werden, um sofort zu gewinnen – allerdings erhält der Spieler hierfür keine Punkte für den Indy-Quotienten. Hat man einen Schlagabtausch für sich entschieden, doch die Spielfigur dabei Schaden genommen, regenerieren sich ihre Gesundheitspunkte bis zum nächsten Kampf nach und nach.

## Handlung
Die Geschichten um Indiana Jones sind in einer überspitzten Version der realen Welt mit phantastischen Elementen angesiedelt. Die Handlung von Fate of Atlantis spielt im Jahr 1939, kurz vor Ausbruch des Zweiten Weltkriegs. Die Hauptfigur ist Dr. Henry Walton Jones Jr., ein Archäologe und Okkultismusexperte, der neben seiner Professur am Barnett College als Abenteurer Indiana Jones nach seltenen Artefakten sucht. Im Auftrag eines Besuchers, der sich als ein Mr. Smith ausgibt, durchforstet Indy die Archive seiner Universität nach einer mysteriösen, gehörnten Statue. Nachdem er diese kleine Figur gefunden hat, übergibt ihm Smith eine Art Schlüssel, um sie zu öffnen und eine glitzernde Metallperle aus dem Inneren zum Vorschein zu bringen. Smith zieht daraufhin eine Waffe und ergreift mit beiden Artefakten die Flucht, doch er verliert dabei seinen Mantel. Der Ausweis in einer der Taschen offenbart, dass „Smith“ in Wirklichkeit Klaus Kerner heißt und ein Spion aus dem Dritten Reich ist. Im Mantel findet Indy auch eine alte Zeitschrift mit einem Artikel über eine Ausgrabung, bei der er vor über zehn Jahren mit einer Frau namens Sophia Hapgood zusammengearbeitet hat; Sophia soll ihre archäologische Karriere zwischenzeitlich aufgegeben haben, um ein Medium zu werden.
In der Befürchtung, dass Sophia Kerners nächstes Ziel sein könnte, macht sich Indy sofort auf den Weg nach New York City, um sie zu warnen und mehr über die geheimnisvolle Statue zu erfahren, die bisher keiner der bekannten Hochkulturen zuzuordnen ist. Dort angekommen platzt er in Sophias pseudowissenschaftlichen Vortrag über die Kultur und den Untergang der legendären Stadt Atlantis und bezichtigt sie vor ihrem Publikum des Betrugs. Wutentbrannt nimmt Sophia Indy mit in ihre Wohnung, um ihm eine Standpauke zu halten, allerdings finden die beiden dort ein Bild der Verwüstung vor, das Kerner auf der Suche nach atlantischen Artefakten hinterlassen hat. Sophia ist beruhigt, dass zumindest ihr wertvollstes Stück, ein atlantisches Medaillon in Form eines gehörnten Kopfes, nicht gestohlen werden konnte, da sie es stets als Halskette bei sich trägt. Sie besitzt ebenfalls eine der glitzernden Perlen, die sie nun als das vom griechischen Philosophen Plato beschriebene, geheimnisvolle Metall Orichalcum aus Atlantis identifiziert. Den Perlen werden unerklärliche Kräfte zugeschrieben: so wirkten sie als Energiequelle für Maschinen, und Sophia kann den Geist des atlantischen Königs Nur-Ab-Sal herbeirufen, wenn sie eine Perle des Metalls in den Mund ihres Medaillons steckt. Sie erklärt Indy, dass ein nationalsozialistischer Wissenschaftler, Dr. Hans Übermann, zum Zwecke der Kriegsführung nach Orichalcum und der verlorenen Stadt sucht.

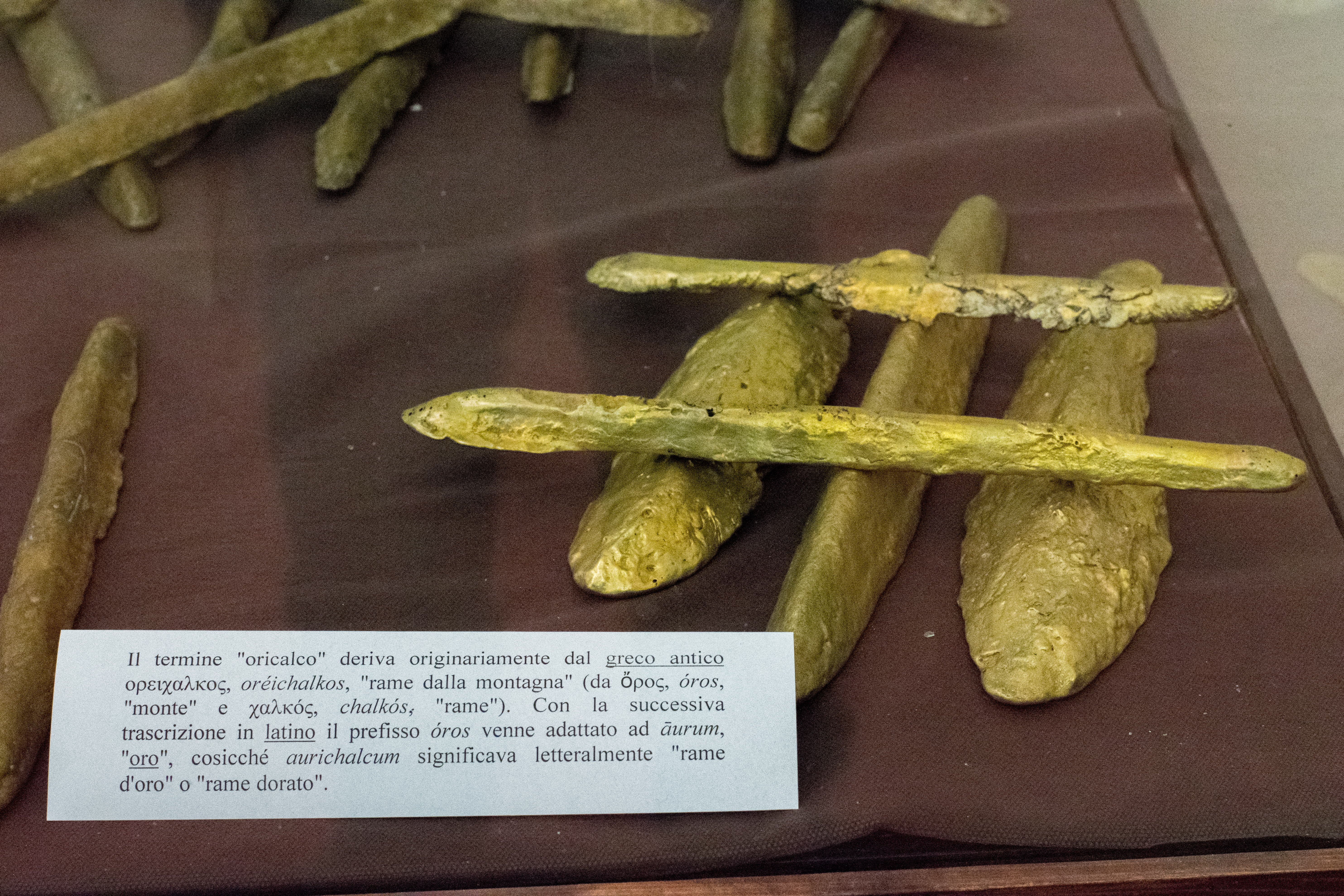
Das von Plato beschriebene Metall Orichalcum ist ein zentrales Element der Geschichte von Fate of Atlantis. Die Abbildung zeigt einen Fund einiger Messingbarren vor der Küste Gelas auf Sizilien im Jahr 2015, die auf die Beschreibung des antiken Materials zutreffen.

Nur-Ab-Sal tritt sodann über das Medaillon telepathisch mit Sophia in Kontakt und befiehlt ihr, den Hermocrates zu finden: dieses Buch ist der verlorene Dialog von Plato und soll Indy und seine Partnerin mit den darin enthaltenen Hinweisen nach Atlantis führen. Nach mehreren Reisen und Gesprächen mit Atlantisforschern und -sammlern, kann der Hermocrates schließlich in einer Kollektion des Barnett College ausfindig gemacht werden. Der Text des Dialogs korrigiert Platos „zehnfachen Fehler“, einen früheren Übersetzungsfehler aus dem Ägyptischen ins Griechische, der die Zahlenangaben des Philosophen um den Faktor zehn verfälschte. Damit bestimmt er die genaue Lage von Atlantis im Mittelmeer, nämlich 300 anstatt 3000 Meilen vor Griechenland wie im vorher verfassten Dialog Critias beschrieben. Der Hermocrates besagt auch, dass man nur mit drei speziellen, gravierten Steinscheiben Zugang zu der verlorenen Stadt und seinen Kolonien erhält. An diesem Punkt wird der Spieler vor die Wahl zwischen dem Team-, Puzzle- und Action-Weg gestellt; durch sie wird beeinflusst, wo und wie die Steine zu finden sind. Auf allen drei Wegen lassen Kerner und Übermann Sophia gefangen nehmen. Indy hingegen erreicht schließlich mit den drei Steinscheiben den Unterwassereingang von Atlantis in der Nähe von Thira.
Die drei Wege führen an dieser Stelle wieder zusammen. Indy beginnt mit der Erkundung der verlorenen Stadt, die mit einem aktiven Vulkan verbunden und wie von Plato beschrieben in drei konzentrischen Kreisen aufgebaut ist. Er findet heraus, wie man verschiedene atlantische Maschinen benutzt und wie man aus flüssiger Lava Orichalcum-Perlen herstellt. Mit diesem Wissen befreit er Sophia aus einer Gefängniszelle und dringt mit ihr zusammen in das Zentrum von Atlantis vor. Sophias Medaillon führt die beiden zum Heim von Nur-Ab-Sal, wo der Geist des atlantischen Königs völlig von ihr Besitz ergreift. Nur durch einen Trick gelingt es Indy, Sophia das Medaillon wegzunehmen und es zu zerstören. Nur-Ab-Sals Geist wird so vernichtet und Sophia von ihrer Besessenheit befreit. Bei ihrer weiteren Erkundung finden Indy und Sophia etliche missgebildete und zum Teil gehörnte Skelette.
Sie erreichen schließlich das Herz von Atlantis, einen Colossus, den die Bewohner der Stadt erbauten, um sich selbst zu Göttern zu machen. Laut Platos verlorenem Dialog benutzten sie dazu zehn Orichalcum-Perlen auf einmal, in der Hoffnung, den Wasserpegel mit ihren neu gewonnenen Kräften zu kontrollieren. Auf diese Weise wollten sie den Meeresspiegel niedrig genug halten, um eine drohende Sintflut abzuwenden. Allerdings wird auch davon berichtet, wie Nur-Ab-Sal so aus etlichen Männern missgebildete Kreaturen gemacht haben soll. Im Inneren des Colossus aktiviert Indy versehentlich mit den Steinscheiben die Göttermaschine, wonach Kerner und Übermann mit ihren Soldaten dort einfallen. Die Nationalsozialisten halten sich als Teil der vermeintlichen arischen Herrenrasse für immun gegen die Missbildungen, denen die Atlanteaner während ihrer Verwandlung unterlagen.
Übermann möchte Indy als Versuchsperson für die Maschine benutzen, doch Kerner tritt zuerst auf die Verwandlungsplattform, da er sich am geeignetsten für ein Dasein als Gott hält. Gerade als Übermann die Maschine in Betrieb nehmen will, erwähnt Indy Platos zehnfachen Fehler, was den Doktor und auch Kerner davon überzeugt, nur eine, anstatt zehn Perlen zu verwenden. Die Maschine verwandelt Kerner daraufhin in eine entstellte, gehörnte Zwergenkreatur, und er verbrennt in der Lava, die die Verwandlungsplattform umgibt. Indy wird als Nächstes gezwungen, sich auf die Plattform zu stellen, doch er droht Übermann damit, ihn zur Hölle zu schicken, sobald er ein Gott ist. Aus Angst vor Vergeltung unterzieht Übermann sich selbst einer Transformation und füttert der Maschine 100 Perlen. Er verwandelt sich in ein grünes, körperloses Wesen und löst sich schließlich in Luft auf. In den Endsequenzen mit schlechtem Ausgang wird einer der Protagonisten der Verwandlung mit den 100 Perlen unterzogen; dies geschieht, wenn Indy Übermann nicht davon überzeugen konnte, die Maschine an sich selbst zu benutzen, oder wenn Sophia nicht aus ihrer Gefängniszelle oder von Nur-Ab-Sals Kontrolle befreit wurde. In der Endsequenz mit glücklichem Ausgang erliegt Atlantis einem Vulkanausbruch und das Heldenduo kann der Stadt gerade rechtzeitig entkommen. In der letzten Szene küsst Indy Sophia, um sich über den Mangel an Beweisen für ihren gemeinsamen Fund hinwegzutrösten.

## Entwicklungsdetails

### Idee und Produktion
Nachdem die Indiana-Jones-Spielfilmtrilogie zu Ende gegangen war, wollte der amerikanische Spieleentwickler Lucasfilm Games – der später zu LucasArts wurde – die Figur des Archäologen und Abenteurers wegen ihrer großen Fangemeinde weiter verwenden und beschloss so die Entwicklung eines Nachfolgers zu Indiana Jones and the Last Crusade: Das Graphic Adventure. Zum damaligen Zeitpunkt waren die Mitarbeiter des Unternehmens jedoch mit anderen Adventure-Projekten wie The Secret of Monkey Island und The Dig beschäftigt, sodass der Filmemacher und Spieledesigner Hal Barwood als Neuzugang angeworben wurde. Er hatte mit seinen Programmierkenntnissen vorher bereits zwei Computerspiele eigenständig entwickelt, wurde aber insbesondere wegen seiner Erfahrung als Drehbuchautor und Produzent bei Filmen wie Unheimliche Begegnung der dritten Art und Der Drachentöter zum Projektleiter des neuen Indiana-Jones-Titels ernannt.
Ursprünglich wurde Barwood mit einem Spielentwurf beauftragt, der auf einem abgelehnten Drehbuch des Filmemachers Chris Columbus für den dritten Spielfilm der Reihe aufbauen sollte. Die Geschichte hätte von Indys Suche nach chinesischen Artefakten und magischen Pfirsichen in Afrika sowie dem mythologischen Affenkönig gehandelt. Nachdem er das Drehbuch gelesen hatte, hielt Barwood die Idee allerdings für unterdurchschnittlich und fand, sie war nicht umsonst vorher abgelehnt worden. Er und sein Kollege, der Spieledesigner Noah Falstein, waren sich einig darüber, dass das Drehbuch nicht als Spiel funktionieren würde. Die beiden Entwickler besuchten zusammen die Bibliothek auf der Skywalker Ranch, der Arbeitsstätte des Filmemachers und Indiana-Jones-Schöpfers George Lucas, um nach einem geeigneten MacGuffin für ihr Adventure zu suchen – einem Objekt, das die Handlung vorantreibt. Falstein und Barwood nahmen dafür das mystische Schwert Excalibur in die engere Auswahl, aber die Idee wurde verworfen, weil sie die Reiseziele im Spiel auf Schauplätze in England begrenzt hätte.
Beim Durchstöbern von Bildbänden über ungelöste Geheimnisse der Welt stießen sie schließlich auf ein Schaubild in einer Ausgabe von Time Life, das den Aufbau von Atlantis in drei konzentrischen Kreisen darstellte. Es erweckte den Eindruck, wie für ein Computerspiel geschaffen zu sein, wodurch die Wahl des MacGuffins auf die versunkene Stadt fiel. Die Entwicklung begann alsdann im Frühling 1990. Da der Mythos von Atlantis lose auf historischen Quellen beruht, wurden für die Geschichte des Spiels intensive Vorabrecherchen betrieben. Den Dialogen Platos wurde die Beschreibung des Aufbaus der verlorenen Stadt und des Metalls Orichalcum „mit feuerähnlichem Glanz“ entnommen. Auch die falsche Ortsangabe von Atlantis durch Platos zehnfacher Fehler wurde vorher in real existierenden Publikationen erwähnt; so gibt es eine umstrittene Theorie der Wissenschaftler Angelos Galanopoulos und James Watt Mavor über einen derartigen Übersetzungsfehler vom Ägyptischen ins Griechische.
Die Eigenschaften des Orichalcum als Energiequelle und die atlantische Technologie im Spiel wurden zum Teil Schriften der russischen Spiritistin Helena Blavatsky über die mutmaßliche Kraft des Vril entnommen. Blavatsky brachte das vom Schriftsteller Edward Bulwer-Lytton in seinem Roman The Coming Race beschriebene Vril mit einer angeblich von den Atlanteanern benutzten „[vibratorischen] Kraft“ in Verbindung, die, „wenn sie auf eine Armee […] gezielt wird, an einem Fluggefährt befestigt wird […] 100.000 Männer und Elefanten zu Asche zerfallen lässt“. Über den US-amerikanischen Geistheiler Edgar Cayce, der später von einer kräftebündelnden atlantischen Energiequelle und Waffe namens „Feuerstein“ berichtete, war schließlich die Brücke zurück zum Orichalcum geschlagen. Barwood baute daraufhin mit dem Metall als MacGuffin einen Wettlauf zwischen Indy und den Nationalsozialisten als Anstoß der Spielhandlung ein. Als freie Erfindung der Entwickler werden die Perlenform des Orichalcum, die Steinscheiben, der Inhalt von Platos verlorenem Dialog und die Göttermaschine des Colossus gewertet.
Barwood befürchtete, Indiana-Jones-Fans zu langweilen, wenn er übernatürliche Elemente ähnlich den Spielfilmen bis zum dramatischen Höhepunkt am Schluss hinauszögerte. Deshalb teilte er die im Vergleich zu den Filmen vielfach längere Spieldauer in „rhythmische Segmente“ ein, von denen jedes eine Entwicklung vom Profanen hin zum Phantastischen durchläuft. Die Figur der Sophia Hapgood wurde erschaffen, um dauerhafte Interaktionen für den Protagonisten zu ermöglichen und die Geschichte am Ende durch das atlantische Medaillon aufzulösen. Um Indiana Jones im Spiel möglichst authentisch darzustellen, sah sich Barwood immer wieder die Spielfilme an und las die Lucasfilm-„Bibel“, die wichtige Stationen im fiktiven Leben der Figur beschrieb. Er war insbesondere der Meinung, dass Indy nur dann glaubwürdig erscheinen würde, wenn er im Spiel auch sterben kann. Sein daraus resultierender Vorschlag, Action-Sequenzen in Fate of Atlantis einzubauen, wurde von LucasArts nur widerwillig angenommen. Im Gegensatz zur Konkurrenzfirma Sierra, die ihre Spielfiguren oft unerwartet bei einem Rätsel sterben ließ, wollte LucasArts den Spieler in Sicherheit wissen und nicht dauernd frühere Spielstände für einen Neuversuch laden lassen.
Falstein hatte zwar die formelle Kontrolle über Barwoods Ideen, wie etwa der der Action-Sequenzen, aber machte von diesem Recht keinen Gebrauch. Für akribische Spieler, die ein Spiel vollständig lösen wollen, hatte Falstein das Punktesystem des Indy-Quotienten entwickelt. Um ein möglichst breites Publikum anzusprechen, schlug er zusätzlich vor, drei unterschiedliche Spielwege zu implementieren. Falstein wollte das Adventure damit den Vorlieben der einzelnen Spieler anpassen. Zusammen mit Barwood erarbeitete er einen groben Entwurf für die drei Wege und überließ seinem Kollegen anschließend deren Implementierung, da er zu anderen Projekten überging. Die Entwicklungszeit verlängerte sich durch diese Spielmechanik um etwa sechs Monate auf knapp zwei Jahre und ließ das benötigte Budget um 50 % steigen, was dem Management von LucasArts widersagte. Der Mehraufwand war unter anderem eine Konsequenz der zusätzlich benötigten Dialoge zwischen Indy und seiner Partnerin, sodass man als Gegenmaßnahme Überschneidungen – also gemeinsame Elemente – bei den drei Wegen einbaute und Sophia so oft wie möglich von der Bildfläche verschwinden ließ.
Barwood übernahm während der Produktion viele verschiedene Aufgaben: er überarbeitete die Spielentwürfe, schrieb das Drehbuch und war bei der künstlerischen Gestaltung und Programmierung sowohl in aktiver als auch in überwachender Funktion tätig. Er erinnerte sich später daran, dass die Produktion zu einer unbekümmerten Zeit im Unternehmen begonnen hatte, in der es keine strikten Vorgaben gab und Hilfskräfte ohne Weiteres hinzugezogen werden konnten. Während der Entwicklung erfuhr das Unternehmen jedoch den ersten von vielen Managementwechseln und begann damit, sehr genau auf seine Finanzen zu achten. So musste Barwood mit der Zeit verstärkt selbst Animationen und Programmcode erstellen, um seine Produktionsziele einhalten zu können.

### Technik und Gestaltung
Fate of Atlantis ist das siebte Spiel, das mit dem SCUMM-System entwickelt wurde. Der Spieledesigner Ron Gilbert hatte es ursprünglich für sein Adventure Maniac Mansion auf dem Heimcomputer Commodore 64 entworfen, um dessen Produktion und Spielerlebnis zu vereinfachen. Zum einen wollte er den aus bisherigen Adventures bekannten Textparser abschaffen, da ihm das manuelle Eintippen von Befehlen für eine Spielfigur nicht gefiel und es von ihm als fehlerbehaftet empfunden wurde. Gilbert wollte die Bedienung intuitiver machen, indem der Spieler direkt mit der Maus auf einen Gegenstand am Bildschirm zeigen und so mit ihm interagieren kann. Zum anderen wollte er das Spiel nicht komplett in der vergleichsweise komplizierten und daher zeitaufwendigen Assemblersprache programmieren.
Gilbert stellte fest, dass die aufwendigen Programmelemente wie die Grafikanzeige nach einmaliger Programmierung so gut wie fertiggestellt waren, aber andere Teile, die die Logik und den Ablauf des Spiels betrafen, immer wieder während der Produktion angepasst werden mussten. Deswegen schuf er mit SCUMM eine einfache Skriptsprache, anhand derer selbst ein unerfahrener Entwickler mit englischen Textbefehlen wie „camera-follow nurse-edna“ Spielmechaniken wie Kamera- und Figurenbewegungen programmieren konnte. Der zweite Teil von SCUMM bestand aus Entwicklungswerkzeugen zur Erstellung von Spieldateien wie Animationen und Klängen. Der einzige plattformabhängige Teil von SCUMM ist der Interpreter bzw. die Laufzeit-Spiel-Engine SCUMM Presentation Utility™ (kurz SPUTM). Die hohe Portabilität des Systems führte dazu, dass es für viele weitere LucasArts-Adventures wie auch Fate of Atlantis benutzt wurde, wobei gut 80 % der ursprünglichen Skriptsprachenbestandteile von Maniac Mansion weiter Verwendung fanden. Neben Gilbert werden in Fate of Atlantis noch Aric Wilmunder, Brad P. Taylor und Vince Lee als Ersteller des dort verwendeten SCUMM-Systems angegeben. Wilmunder und Taylor hatten die SCUMM-Portierung vom Commodore 64 zu PCs übernommen; Lee steuerte zusätzliche Grafik- und Audiowerkzeuge bei.

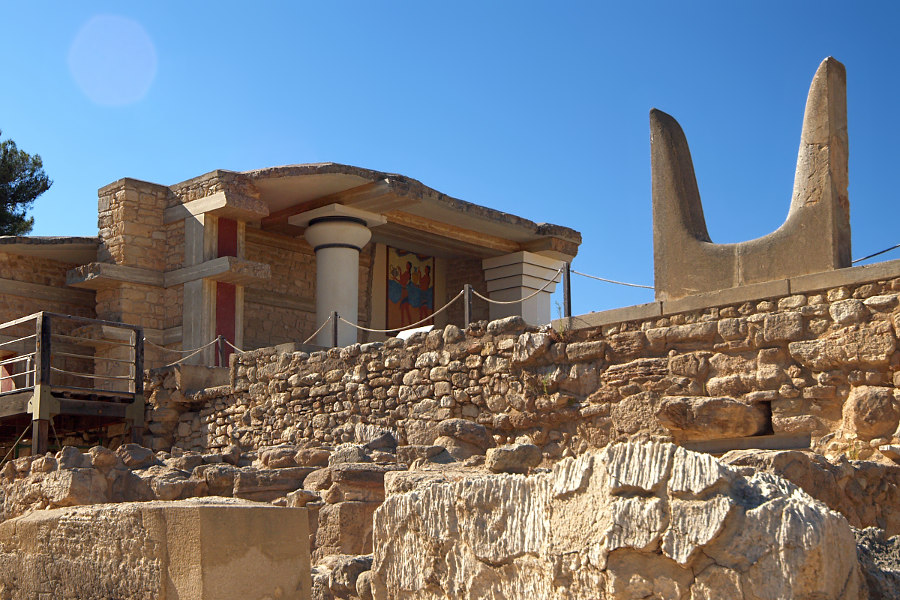
Die Kulthörner am Palast von Knossos (rechts oben in der Abbildung) sind ein Symbol für den mythologischen Stier in der minoischen Kultur. In Fate of Atlantis wurden derartige gehörnte Darstellungen von den Grafikern eingearbeitet und in der Handlung als atlantischen Ursprungs erklärt.

Nachdem der Entwurf der Geschichte fertiggestellt war, begann das Team damit, sich Rätsel für Fate of Atlantis auszudenken. Die Künstler um Chef-Designer William Eaken wurden manchmal von Barwood konsultiert, wenn es um Puzzles ging, die eine starke visuelle Komponente beinhalteten. Ein solches Beispiel ist ein kaputter, atlantischer Roboter, für den die Künstler auf Wunsch des Spieledesigners eine Art Rube-Goldberg-Maschine entwerfen mussten – also einen Apparat, der eine einfache Aufgabe auf überkomplizierte Art und Weise erfüllt. Die Artefakte und Architektur von Atlantis wurden von Eaken gestaltet und sollten an die Minoische Kultur erinnern. Barwood wollte dies in der Handlung des Spiels aufgreifen und andeuten, dass die Minoer von den Atlanteanern inspiriert worden waren. Seine Vorgabe an Eaken war, die Dinge „fremdartig“ und „gruselig“ zu gestalten. Die Maschinen sollten scheinbar von noch unbekannten physikalischen Prinzipien anstatt von Magie Gebrauch machen.
Durch die Unterstützung des VGA-Computergrafikstandards können bei Fate of Atlantis gleichzeitig 256 unterschiedliche Farben auf dem Bildschirm dargestellt werden. Die Künstler mussten sich diese begrenzte Palette teilen: Hintergründen und Spielfiguranimationen stand jeweils nur etwa die Hälfte der 256 Farben zur Verfügung. Das Aussehen der Figur von Indiana Jones im Spiel wurde seinem Filmdarsteller Harrison Ford nachempfunden. Für Sophia Hapgood stand die LucasArts-Entwicklungsdirektorin Lucy Bradshaw Modell. Barwood fand, dass die Figuren sich in vergangenen Spielen immer unnatürlich steif bewegt hatten und gab dem Animatorenteam die Aufgabe, diesen Grafikaspekt realistischer zu gestalten. Letztendlich wurde dazu das Rotoskopieverfahren benutzt: In hellem Sonnenlicht wurden Videoaufnahmen von Realschauspielern gegen einen einfarbigen Hintergrund angefertigt. Für Indy stand der Künstler Steve Purcell und für Sophia die Chef-Animatorin Collette Michaud vor der Kamera.
Anschließend wurden über eine Verbindung von Videokamera und Macintosh II die gewünschten Einzelbilder extrahiert und digitalisiert. Mit dem Bildbearbeitungsprogramm Photoshop entfernte man in jedem Einzelbild den Hintergrund und passte die Farbe und Größe der verbleibenden Figur an. Danach wurden die Einzelbilder mit dem Programm Deluxe Paint Animator des Unternehmens Electronic Arts an einem IBM PC zu Animationen zusammengefügt, auf die finale Pixelgröße der Figuren reduziert und digital nachgemalt. Als letzten Schritt wurden die Animationen in einem eigens dafür erstellten Programm fein abgestimmt und choreographiert, ehe sie den Programmierern zur Einbindung ins Spiel übergeben wurden. Den Animatoren stand aufgrund der damals geringen Festplattenkapazität für jede Bewegung nur eine begrenzte Anzahl an speicherintensiven Einzelbildern zur Verfügung.
Die rund 95 Spielumgebungshintergründe von Fate of Atlantis wurden direkt mit der Maus am Computer Pixel für Pixel im Grafikprogramm Enhanced Deluxe Paint gezeichnet. Eaken skizzierte seine Ideen zuerst auf Papier, dann am Computer mit schmalen, farbigen Linien; er näherte sich anschließend über die Einfärbung von Flächenstücken und dem Hinzufügen von Details dem endgültigen Hintergrund an. Schon anhand der Strichskizzen begannen die Programmierer, gleichzeitig die Hintergründe mit einem Drahtgittermodell zu überziehen, um festzulegen, wo sich die Spielfiguren in der Umgebung bewegen dürfen. Weiterführende Programmieraufgaben waren die Einbindung von Dialogen und Gegenständen. Die reine künstlerische Gestaltung eines einzelnen Hintergrunds dauerte ein bis zwei Tage. Die größte Herausforderung dabei bestand darin, die Szenen „spontan und organisch“ erscheinen zu lassen. Damit die Hintergründe weniger computergeneriert wirkten, wurden dekorative Texturmuster, wie beispielsweise Absplitterungen und Verfall an einer Ziegelwand, sowie Färbungen durch einfallendes Licht verwendet.
Barwood änderte häufig seine Spielentwürfe, wodurch ein Hintergrund oftmals dutzende Male überarbeitet werden musste. Die Revisionen wurden dabei einem beliebigen Künstler aufgetragen, der gerade Zeit hatte, sodass zum Schluss praktisch bei allen Hintergründen fast jeder der Künstler einmal Hand angelegt hatte. Wegen den zahlreichen Entwurfsänderungen, einer fehlenden Versionskontrolle und den einzigartigen Elementen in den Hintergründen, die jeder der drei Spielwege mit sich brachte, kam es oft dazu, dass versehentlich an einer veralteten Version eines Bildes gearbeitet wurde. Gegen Ende der Entwicklung wurde es möglich, eine auf Papier gemalte Zeichnung einzuscannen und zu einem Hintergrund zu konvertieren. Eaken war jedoch aufgrund von Pixelartefakten nicht mit den Resultaten zufrieden und entschied zusammen mit seinen Kollegen, bei Deluxe Paint zu bleiben. Nur so sei es möglich gewesen, die Vorgabe eines realistischen, den Spielfilmen nachempfundenen Grafikstils zu erreichen. Auch die Illustration für die Produktverpackung von Fate of Atlantis sollte an die Indiana-Jones-Kinofassungen erinnern, genauer gesagt an die Filmposter des Künstlers Drew Struzan. Sie wurde von Eaken in nur drei Tagen gezeichnet, nachdem es Meinungsverschiedenheiten darüber gegeben hatte, ob sein Entwurf oder der einer externen künstlerischen Leiterin benutzt werden sollte.

### Musik
Die Komponisten Clint Bajakian, Peter McConnell und Michael Land schrieben die Musik für Fate of Atlantis. Obwohl das Indiana-Jones-Hauptthema „The Raiders March“ des Filmkomponisten John Williams für verschiedene Stücke arrangiert wurde, ist der Großteil der Musik eine Neuschöpfung für das Spiel. Bajakian, für den es eines der ersten Projekte in der Computerspielindustrie war, übernahm dabei den Löwenanteil der Arbeit. McConnell beschrieb die Kooperation an den einzelnen Stücken mit der in einer Band, da viele Werke immer wieder unter den Komponisten ausgetauscht wurden. Die drei Musiker versuchten, Williams’ Stil zu kopieren, wobei sie insbesondere seinen Gebrauch von Leitmotiven und Themen übernahmen. Da die damalige Soundhardware allerdings nur wenige Klangkanäle erlaubte, mussten aus Williams’ Orchesterarrangements für Dutzende von Instrumenten die prominentesten musikalischen Gesten herausgefiltert und in Computermusik übertragen werden.
Fate of Atlantis benutzt sequenzierte Musik, also digitalisierte Partituren, die in der IBM-PC-Version über den Systemlautsprecher, die FM-Synthese einer AdLib- oder Sound-Blaster-Soundkarte, oder die Instrumenten-Samples eines Roland-MT-32-Soundmoduls abgespielt werden. Die Musik wurde zuerst für hochqualitative Soundhardware geschrieben und anschließend an die vorgenannten Wiedergabeoptionen angepasst. Die Komponisten konzentrierten sich dabei auf die Optimierung der AdLib-Wiedergabe, da sie wussten, dass 90 % des damaligen Publikums dafür kompatible Hardware besaß. Fate of Atlantis benutzt das von Land und McConnell erdachte Musiksystem iMUSE, das die musikalische Untermalung interaktiv dem Spielgeschehen anpasst und nahtlose Übergänge zwischen einzelnen Stücken erlaubt. Das System wurde implementiert, um die permanente Hintergrundmusik in Fate of Atlantis möglichst abwechslungsreich und nicht etwa repetitiv erscheinen zu lassen.

## Versionen und Portierungen

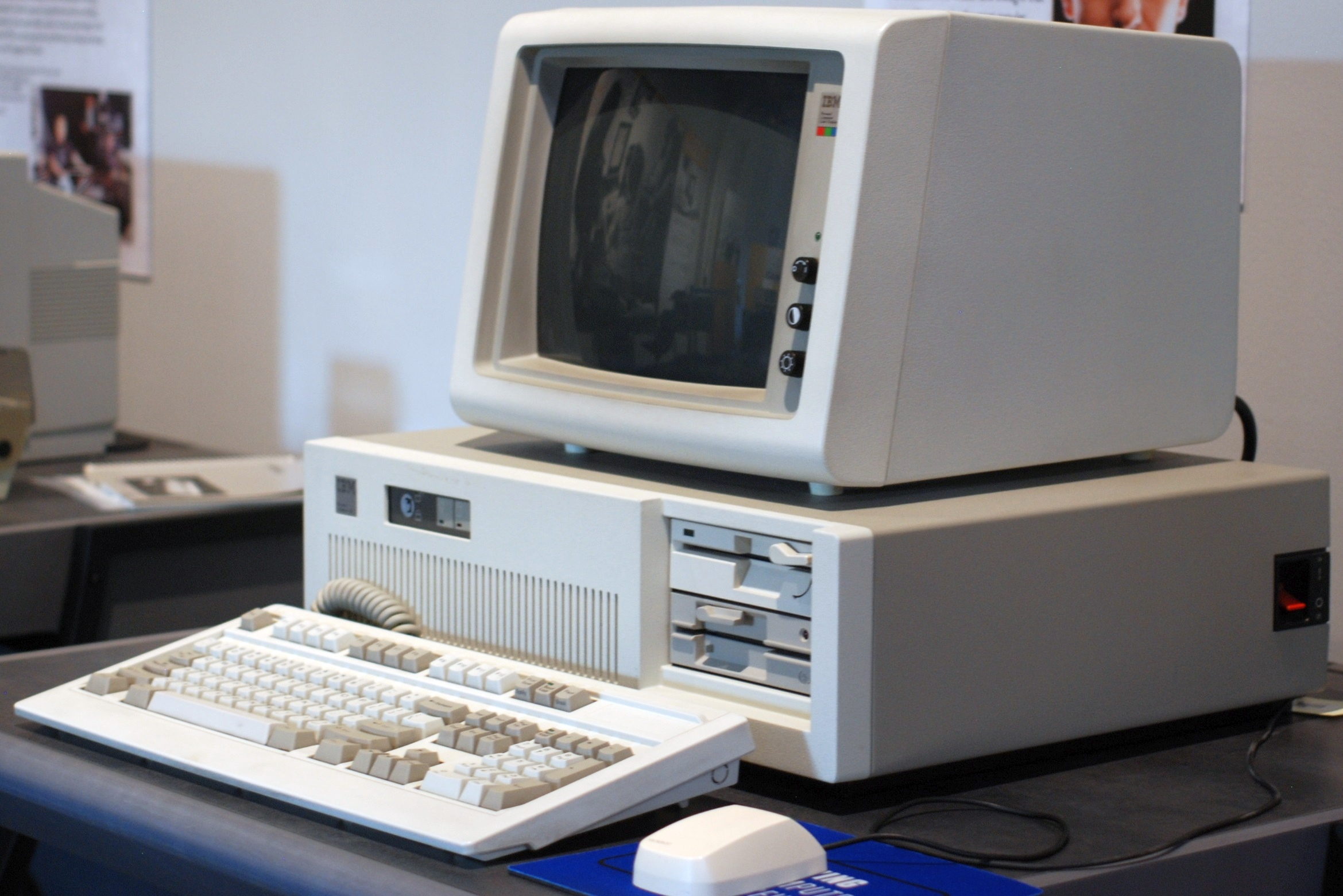
Fate of Atlantis wurde für IBM PCs entwickelt. Nach der Erstveröffentlichung folgten verschiedene Umsetzungen für andere Heimcomputer und Spielkonsolen.

Das Spiel wurde erstmals im Juni 1992 in einer Diskettenversion für IBM PCs veröffentlicht. Es war das erste LucasArts Adventure, das zuerst für VGA-Grafikkarten veröffentlicht wurde. Eine Umsetzung für Amiga-Computer mit geringerer grafischer Farbtiefe, entferntem iMUSE-System, weniger Kompositionen und einer reduzierten Zahl von Musikstimmen folgte einige Monate später. Für diese Portierung zeichneten sich nicht mehr die besten Mitarbeiter von LucasArts verantwortlich: Der Amiga verlor zu dieser Zeit bereits an marktwirtschaftlicher Bedeutung und das Unternehmen entwickelte die Umsetzung wohl eher notgedrungen wegen einer vertraglichen Verpflichtung für den europäischen Markt. Eine Version für den Heimcomputer Atari ST war ebenfalls geplant.
Im Mai 1993 wurde für IBM PCs schließlich die sogenannte „Talkie“-Edition auf CD-ROM mit Sprachausgabe und neuen, digitalen Soundeffekten veröffentlicht. An den Studioaufnahmen für die Vertonung war Hal Barwood nicht mehr beteiligt, da er inzwischen an einem anderen Projekt arbeitete. Stattdessen zeigte sich hierfür die Dialogregisseurin Tamlynn Barra verantwortlich. Für die Neuauflage wurden über einen Zeitraum von etwa vier Wochen ca. 8000 Zeilen Text für rund 40 Spielfiguren aufgenommen, wobei Schauspieler der Gewerkschaft American Federation of Television and Radio Artists ausgewählt wurden. Im Juli 1993 erschien auf Diskette und CD-ROM eine Version für Macintosh-Computer. Für diese Umsetzung wurde der Sound komplett überarbeitet. Im August 1993 brachte der Publisher Victor Musical Industries bzw. Victor Entertainment – eine Tochtergesellschaft von JVC – Fate of Atlantis mit Sprachausgabe für das japanische Computersystem FM Towns auf den Markt. Das Unternehmen beabsichtigte, die „Talkie“-Edition im November 1993 auch für die Konsole Sega Mega-CD zu veröffentlichen, aber verwarf diese Pläne letztendlich.
Die „Talkie“-Edition wurde später als Bonusmaterial in die Wii-Version des Action-Adventures Indiana Jones und der Stab der Könige von 2009 eingearbeitet. Ab dem gleichen Jahr wurde sie auch auf der Internet-Vertriebsplattform Steam als eine Portierung für die Betriebssysteme Windows und macOS angeboten. Die Wii- und Steam-Versionen enthalten sowohl die Bildschirmtexte als auch die Sprachausgabe und benutzen für die Musikstücke den MIDI-Industriestandard zur Wiedergabe von elektronischen Musikinstrumenten. Seit Oktober 2014 vertreibt auch GOG.com eine downloadbare Version ohne digitale Rechteverwaltung, die auf Windows, macOS und Linux funktioniert.

## Übersetzung und Lokalisierung
Für den hiesigen Markt wurde das Spiel von dem Journalisten Boris Schneider-Johne angepasst, der damals für LucasArts’ deutschen Vertriebspartner Softgold arbeitete. Obwohl er zuvor mehrere Adventures von LucasArts im Alleingang auf Deutsch übersetzt hatte, wurden ihm für Fate of Atlantis mit Heinrich Lenhardt und Torsten Oppermann zwei Kollegen zur Seite gestellt, da sich das Unternehmen nicht mehr nur auf einen einzelnen Übersetzer konzentrieren wollte. Schneider-Johne hatte sich bei vorangegangenen Projekten zusätzlich um die Programmierung und das Mastering der deutschen Versionen gekümmert. Bei Fate of Atlantis hingegen arbeitete er nur noch an den deutschen Bildschirmtexten. Es war für Schneider-Johne das vorerst letzte Computerspielprojekt, da er seine Übersetzungstätigkeit zugunsten seines Postens als Chefredakteur der Zeitschrift PC Player „aus Gründen des Journalisten-Ethos“ aufgab. Noch während der Übersetzung wurde ihm vom damaligen LucasArts-Chef aus Sicherheitsgründen der Zugriff auf den Quelltext des Spiels verboten.
Die Lokalisierung der LucasArts-Adventures umfasste neben der reinen Textübersetzung auch weitere Anpassungen für den deutschen Markt. So wird in Deutschland gemäß § 86a Strafgesetzbuch (StGB) das Verwenden von Kennzeichen verfassungswidriger Organisationen wie des Hakenkreuzes unter Strafe gestellt. Die sogenannte Sozialadäquanzklausel des § 86 Absatz 3 StGB schließt das Verbreiten derartiger Propagandamittel von einer Ahndung aus, wenn die Verwendung beispielsweise Teil eines Kunstwerks ist; die Klausel wurde aber in den 1990er-Jahren im Zusammenhang mit Computerspielen in der Rechtsprechung kaum aufgegriffen. Dies hatte zur Folge, dass Darstellungen von Hakenkreuzen etwa in der Indiana-Jones-Spielfilmreihe geduldet waren, aber in Computerspielen die Gefahr einer Strafverfolgung oder Beschlagnahme des Produkts mit sich brachten. Die noch zusätzliche Gefahr einer Indizierung aus Jugendschutzgründen, die einem Verkaufsverbot ähnelte, gab Spielepublishern daher gute Gründe, Hakenkreuze schon vorsorglich aus deutschen Sprachversionen zu entfernen. Noch bei Indiana Jones and the Last Crusade: Das Graphic Adventure musste Schneider-Johne etliche Hakenkreuze im Spiel mit Deluxe Paint zu schwarzen Quadraten übermalen. Bei Fate of Atlantis hingegen gab es nur noch ein einziges Hakenkreuz im Ausweis von Klaus Kerner für die deutsche Fassung zu entfernen.

## Rezeption

### Verkaufszahlen und Publikum
Das Computerspielgeschichtsbuch Rogue Leaders: The Story of LucasArts bezeichnet Fate of Atlantis als einen „Verkaufsschlager“. Es war mit über einer Million verkauften Einheiten LucasArts’ erfolgreichste Veröffentlichung und übertraf damit die vorherigen Erfolge von Indiana Jones and the Last Crusade: Das Graphic Adventure und The Secret of Monkey Island. Laut Noah Falstein seien große Teile der Adventure-Spielerschaft in den 1980er- und 1990er-Jahren Frauen gewesen, und man habe insbesondere bei LucasArts versucht, diesen Teil des Publikums zu erreichen. Durch die den Spielen beigelegten Rückmeldungskarten konnte das Unternehmen auswerten, dass etwa 30 % der Spieler von Fate of Atlantis Frauen waren und man damit den Frauenanteil der meisten vorherigen LucasArts-Titel übertroffen hatte. Falstein schrieb diesen Erfolg auch der Tatsache zu, dass Spielerinnen die Figur der Sophia Hapgood zeitweise steuern konnten, lange bevor Computerspielheldinnen größere Verbreitung fanden.

### Spielerlebnis
| Bewertungen                |         |         |           |
| Publikation                | Wertung | Wertung | Wertung   |
| Publikation                | IBM-PC  | Amiga   | Macintosh |
| PC Joker                   | 90 %    | k. A.   | k. A.     |
| Aktueller Software Markt   | 11/12   | 9/12    | 11/12     |
| Power Play                 | 94 %    | 72 %    | k. A.     |
| PC review                  | 9/10    | k. A.   | k. A.     |
| The One Amiga              | k. A.   | 88 %    | k. A.     |
| CU Amiga                   | k. A.   | 90 %    | k. A.     |
| Amiga Joker                | k. A.   | 91 %    | k. A.     |
| Amiga Format               | k. A.   | 92 %    | k. A.     |
| Amiga Games                | k. A.   | 85 %    | k. A.     |
| Amiga Computing            | k. A.   | 88 %    | k. A.     |
| Play Time                  | 92 %    | 76 %    | k. A.     |
| Dragon Magazine            | k. A.   | k. A.   | 5/5       |
| PC Player (CD-ROM Version) | 89 %    | k. A.   | k. A.     |
| PC Games                   | 93 %    | k. A.   | k. A.     |

#### Rätsel
Kritiker äußerten sich seinerzeit in Printmagazinen positiv über die Diskettenversion von Fate of Atlantis für IBM PCs: Carsten Borgmeier von der PC Joker nannte die Puzzles im Vergleich zu denen in LucasArts’ direktem Vorgänger Monkey Island 2: LeChuck’s Revenge „wesentlich lebensn[a]her und logischer“. Auch Knut Gollert griff diese Gegenüberstellung in der Power Play auf und befand das Spiel wegen der „nach einigem Überlegen garantiert lösbaren [Rätsel]“ als das „beste Lucasfilm-Adventure“. Charles Ardai von der Computer Gaming World bewertete die „[i]neinander greifende[n] Rätsel“ mit mehreren Ortswechseln als „wesentlich für die Struktur des Spiels“, empfand diesen Umstand jedoch als „angenehm“, da das Reisen schon durch einfache Klicks auf ein Transportmittel ermöglicht werde. Weniger begeistert zeigte Ardai sich von der „unendlichen Anzahl von Neuversuchen“, wenn der Spieler an einem Rätsel scheitert. Er gestand zwar ein, dass dies zur Vermeidung des Ladens älterer Spielstände „bequem“ sei, es mache aber „psychologisch gesehen keinen Sinn“ – es müsse „einen besseren, oder zumindest weniger offensichtlichen Weg geben“, den Spieler beim Lösen von Rätseln nicht auf frühere Spielstände zurückgreifen zu lassen. Auch bemängelte er die seiner Meinung nach zu hohe Anzahl von Labyrinthen und „Pixeljagden“, bei denen man Objekte in sehr kleinen Bildbereichen mit dem Mauszeiger finden muss.
In seiner Rezension für Play Time bezeichnete Thomas Borovskis Fate of Atlantis als ein „Spiel für gehobene Tüftler-Ansprüche“, das sich vom Schwierigkeitsgrad her „um einige Klassen vom derzeit Üblichen“ unterscheide. Paul Presley von der PC review hingegen vertrat die Meinung, es sei wie die meisten LucasArts-Adventures „ein wenig zu leicht durchzuspielen“. Fate of Atlantis sei zwar nicht zu kurz, es konfrontiere den Spieler „nur nie wirklich […] mit einer ungeheuren Herausforderung“, also Problemen, „die einen wochenlang ratlos machen“. Auch seien die Rätsel „bisweilen etwas […] querdenkerisch, mit einigen extrem fragwürdigen Lösungen, [die man so] nie in einem Film sehen würde“. Diese Unregelmäßigkeiten würden jedoch durch die verschiedenen Lösungsmöglichkeiten vieler Puzzles ausbalanciert. Für seine Besprechung in QuestBusters: The Adventurers’ Journal lobte Russ Ceccola die Rätsel als „ziemlich kreativ und auf jeden Fall fair“; die Problemstellungen seien „abwechslungsreich“ und ließen den Spieler „mit einem starken Gefühl“ zurück, „etwas geschafft zu haben“.

#### Bedienung
Borgmeier führte die „problemlose“ Point-and-Click-Steuerung an, die auch laut Guido Alt von der Zeitschrift Aktueller Software Markt als „etwas überarbeitete Benutzerführung […] ihr [Ü]briges zum Spielspaß“ beisteuere. Ardai war der Meinung, dass diese Art der Bedienung dem Spielfluss zuträglich sei und sie „die meisten Interaktionen so weit“ vereinfache, „dass sie mit einem Minimum an Aufwand ausgeführt werden können“. Als auffallend beschrieb er das Fehlen bestimmter Befehlsverben und eine „gewisse Stilisierung der Interaktion“, also eine Vereinfachung einer komplexen Handlungskette zu einem kurzen, eher abstrakten Befehl. Allerdings sei kein Textparser perfekt, und der vorliegende ermögliche wenigstens ein „Spielerlebnis mit wenig Frustration“. Gollert bemerkte, dass „das Anklicken von pixelkleinen Gegenständen“ hin und wieder Probleme bereite, was aber nicht sonderlich ins Gewicht falle.
Presley lobte SCUMM als „eines der beliebtesten und benutzerfreundlichsten Systeme, die je in einem Computerspiel vorkamen“. Es sei vergleichbaren Point-and-Click-Engines dadurch überlegen, dass „Lucasfilm sich nicht die ganze Zeit darauf [verlasse …] und mit Sicherheit nicht davor zurückscheu[e], es für bestimmte Abschnitte des Spiels anzupassen, abzuändern oder ganz wegzulassen“. Ceccola gefielen die spezifischen Benutzeroberflächen für kompliziertere Rätsel wie dem atlantischen Roboter, die laut ihm „ziemlich gut [funktionierten]“ und „dabei [halfen], die Handlung voranzutreiben“. Auch die Steuerung in den Action-Sequenzen fand er „nicht zu schwer“; es mache „sogar Spaß, sie zu erlernen“. Presley bemerkte, dass diese Abschnitte „so gut mit dem Rest des Spiels harmonieren, man merk[e] kaum, dass man plötzlich eine ganz andere Steuerung benutzt“. Die Action-Sequenzen würden die Szenen voneinander trennen und „gerade oft genug [vorkommen], um reichlich Abwechslung im Spiel zu bieten“. Gütlich äußerte er sich auch zu LucasArts’ Entscheidung, den Spieler diese Abschnitte nicht überspringen zu lassen, was das Gefühl vermittle, sie seien „Teil der Geschichte“.

#### Wiederspielwert
Sehr positiv fielen die Rückmeldungen zu den drei Spielwegen aus. Hartley und Patricia Lesser wiesen mit ihrem Sohn Kirk in Dragon Magazine darauf hin, dass dieses Feature den Wiederspielwert garantiere und einer der ansprechendsten Gesichtspunkte des Spiels sei. Sie nannten den Team-Weg die „unterhaltsamste“ Option. Ardai fand, dass Fate of Atlantis durch die drei Wege „weit mehr als ein gewöhnliches Spiel“ enthalte und die Kampagnen „mehr als ein Lippenbekenntnis zum Ziel der Interaktivität“ seien. Er zeigte sich begeistert von dem „außergewöhnlichen Aufwand“, mit dem die Entwickler „ein Spiel [erschaffen hätten], das sich den Interessen des einzelnen Spielers anpasst“. Er befand: „[N]ie zuvor hat ein Spiel den Bedürfnissen des Spielers so viel Aufmerksamkeit geschenkt.“ Ceccola betrachtete diese „Flexibilität“ als „erfrischend“; sie mache „das Spiel jeden Penny wert“.
Presley, Ardai und auch David Upchurch von The One Amiga zeigten sich etwas enttäuscht darüber, dass die drei Wege in Atlantis wieder zusammenführen und der Höhepunkt der Geschichte sich in allen Varianten gleich abspielt. So hätte eine Fortführung der Unterschiede in der Handlung bis zum Schluss die Motivation für ein erneutes Spielen erhöht. In seiner Besprechung für CU Amiga bemerkte Tony Gill: „Obwohl sich die Wege an Schlüsselpositionen überkreuzen, gibt es viele Gelegenheiten, zu denen man vollkommen unterschiedliche Rätsel lösen muss. Aus diesem Grund kann man das Spiel wirklich mehr als einmal spielen und sich eine zweite Portion Spaß gönnen.“ Gütlich bewertete Ardai den Indy-Quotienten: zwar vermutete er, dass nur wenige Spieler versuchen würden, einen perfekten Punktestand zu erreichen, aber dennoch sei es LucasArts anzurechnen, dass die Option überhaupt erst vorhanden ist. Presley gefiel der Zufallsgenerator, der bestimmte Rätselelemente bei jedem Durchlauf leicht anpasst, sodass sich dadurch das Spielgefühl jedes Mal aufs Neue etwas ändere.

### Inszenierung

#### Geschichte
Viel Lob erntete die Geschichte von Fate of Atlantis. Ardai würdigte den Rahmen der Handlung als eine „angemessene Mischung aus Ernst, Albernheit, aufrichtiger Wissenschaft und mystischem Hokuspokus“. Er fand, die Geschichte sei „stark genug[, …] sich neben jedem der Indy-Filme zu behaupten“. Im Gegensatz zu Indiana Jones and the Last Crusade: Das Graphic Adventure, das wegen der Filmvorlage viel Bekanntes enthalten habe, biete Fate of Atlantis „Spannung und einen wahren Entdeckerdrang […] in hohen Dosen“. Es sei das erste Mal, dass Spieler die Chance bekommen, eine neue Indiana-Jones-Geschichte zusammen mit den Figuren zu entdecken. Man könne sich auch „leicht vorstellen, [dass das Spiel] verfilmt und als vierter Indiana-Jones-Film veröffentlicht wird“. Laut Alt liefere Fate of Atlantis sogar „Stoff für drei Filme“. Das Spiel sei eine „würdige Fortsetzung der [Serie]“; „besser [könne] auch ein Film nicht sein“. Ceccola war der Meinung, das Spiel würde den besten Film der Reihe abgeben, wenn George Lucas den Darsteller Harrison Ford davon überzeugen könnte, erneut aufzutreten. Gill fand, dass die Geschichte Wort für Wort einem Indiana-Jones-Film entstammen könnte, und auch Hans Ippisch schrieb in der Amiga Games, dass sie „einen exzellenten Film abgeben würde“.
Dem widersprach Presley, der trotz der „filmreifen Präsentation […] ein bisschen zu viel unnötiges Reisen“ im Spiel als Hindernis für eine Kinoumsetzung ausmachte. Als seinen einzigen Kritikpunkt beschrieb Stevie Kennedy in der Amiga Computing, dass der Protagonist und auch der Spieler zu sehr im Klaren über den weiteren Handlungsverlauf seien – zwar sei Fate of Atlantis weder vorhersehbar noch langweilig, doch könne es „etwas zu sehr sein, als [lese man] ein Rätselbuch und keinen Computerroman“. Andy Nuttal von der Amiga Format schrieb, dass die Handlung im Vergleich zu der in Monkey Island 2 „ziemlich linear“ sei, obwohl er trotz dieser geringfügigen Kritik keineswegs von einem Kauf abriet. Die Geschichte sei „übersät mit Elementen, die echt witzig sind“.
Gollert beschrieb den Humor als „hintergründig“ und nicht mehr vergleichbar „mit dem teilweise derben Klamauk aus Monkey Island 2“. Sein Kollege Richard Eisenmenger sprang ihm zur Seite und bezeichnete den Witz als „wesentlich stilvoller“, wobei insbesondere „[d]ie Sprüche von Harrison Ford […] perfekt“ herüberkämen. Beide Rezensenten lobten zudem die bissigen Unterhaltungen zwischen Indy und Sophia. Auch Borgmeier maß den „herzerfrischend[en]“ und „gepfefferten“ Dialogen einen „enormen Unterhaltungswert“ und einen großen Beitrag „zur dichten Atmosphäre“ bei. Presley beklagte die Charakterisierung von Indiana Jones; der Protagonist von Fate of Atlantis erinnere durch seinen Hang, „sich zum Narren zu machen[, …] mehr an eine Samstagmorgen-Zeichentrickfigur“. Obwohl selbiges auch für die anderen Charaktere zutreffe, seien sie nur für einen Film unpassend, jedoch perfekt für ein Spiel geeignet. Alt hingegen lobte die Persönlichkeit des Protagonisten: Indiana Jones agiere „im Spiel genauso, wie er auch in den Filmen dargestellt wurde“. „Eine unfreiwillige Karikierung des Charakters“ sei „gottlob vermieden“ worden. Antje Hink von Aktueller Software Markt und Ippisch waren von der „gute[n] deutsche[n] Übersetzung“ angetan, die „nur so vor Humor“ sprühe.

#### Grafik
Borgmeier empfand die Grafik als „gewaltig“ und sprach von „schön gezeichneten Figuren“ und „nicht minder schönen Hintergründen“. Alt schrieb, es sehe mit der „technischen Realisierung [… besser] als je zuvor bei irgendeinem anderen Programm von Lucasfilm“ aus. „Grafisch ha[be] man sich hier wieder einmal selbst übertroffen“, und jeder Bildschirm sei „ein Leckerbissen für sich“. Er ergänzte: „Angereichert durch Blickwinkel und Zwischenschnitte, wie man sie aus dem Kino kennt, kommt hier echtes ‚Cinemascope-Feeling‘ auf.“ Gollert und Eisenmenger nannten die Grafik „[traumhaft]“ und „superb“, wobei Letzterer hinzufügte, dass „jede Minimalszene […] in ein riesiges Grafikszenario eingepackt“ werde und das Spiel „reibungslose[,] flimmerfreie Animationen“ biete.
Ardai schrieb, die Schauplätze seien „so üppig und exotisch, wie man sie sich nur wünschen [könne]“. Jede Umgebung werde mit „markanten Hintergrundzeichnungen und detaillierten Vordergrundanimationen“ zur Schau gestellt, wobei „viele […] Orte […] mehrere Bildschirme breit“ seien und einen „außergewöhnlich flüssigen Bildlauf“ aufzeigten. Er kritisierte jedoch, dass „die meisten Orte, so malerisch sie auch sein mögen, jeweils nur wenige Bildschirme umfass[t]en“ – dies sei für einen Film akzeptabel, weniger aber für ein Spiel, dessen Ziel die Interaktion mit der Umgebung darstelle. Zudem „fehl[e] verschiedenen Figuren noch (sprichwörtlich) der letzte Schliff“.
Ceccola hingegen befand, dass die Charaktere gut aussähen und sich flüssig bewegten, obwohl sie „[in manchen Szenen] nicht so detailreich wie der Hintergrund“ seien. Er hob hervor, dass das Spiel durch die Interaktivität des Vorspanns und der Eröffnungssequenz so interessant beginne wie kaum ein anderes zuvor und damit von Anfang an wie ein Film inszeniert sei. Diese „einzigartige Herangehensweise“ zeige sich auch an den „filmähnlichen Szenen, die direkt dem Kopf eines Kameramanns zu entstammen schein[t]en“ bis hin zum „Abspann, der über die letzte Szene abgespielt wird“. Es gebe „etliche filmische Einstellungen“, die „realistisch“ wirken, wobei auch die animierten Zwischensequenzen „beim Ansehen Spaß mach[t]en“ und „die Kunstfertigkeit der Gestalter und Animatoren [zur Schau stellten]“. Mehrere Rezensenten, unter anderem Alt und Ceccola, zeigten sich beeindruckt davon, wie der Bildschirm beim Betreten einer finsteren Höhle im Spiel erst einmal ganz dunkel bleibt und sich dann nach und nach erhellt, bis Umrisse zu erkennen sind – ähnlich, wie es bei der Adaption des menschlichen Auges der Fall ist.

#### Klang
Borgmeier schrieb, dass die Musik und die Klangeffekte „vom Feinsten“ seien. Alt war der Meinung, das Spiel biete eine „perfekte Adaption des Titelthemas, sowie die jeweilig zur Situation passende Musik“. Laut Eisenmenger passe der Sound „stilvoll zur aktuellen Umgebung“. Er lobte: „Die Musik […] hat Filmmusikstandard – in Komposition als auch im Arrangement.“ So untermale die „melodische Filmmusik […] das gesamte Spiel […], ohne zu nerven“. Besonderes Lob erhielt das iMUSE-System. Für Ceccola „komplettiert[e es] das Gefühl, einen Film zu spielen“. Presley fand, dass die Übergänge der Musikstücke beim Wechsel zu einem anderen Bildschirm deutlich unauffälliger seien als in Monkey Island 2 und das System daher „viel besser funktioniere“. Er riet Spielern, sich ein Roland-Soundmodul zu holen, um selbst in den „immense[n] Genuss“ zu kommen, darüber das Titelthema anzuhören. Ardai war in der Diskettenversion enttäuscht über das „bemerkenswerte Fehlen von Soundeffekten“, das der „opulente Soundtrack [nicht ausgleiche]“. Eine Sprachausgabe für die Dialoge werde „schmerzlich vermisst“, und man „wünsch[e] sich nach einigen Stunden des Lesens[, …] dass wenigstens ein bisschen davon aufgenommen worden [sei]“. Auch Ceccola empfahl LucasArts, im Falle einer CD-Version eine Sprachausgabe aufzunehmen, da sie das Spiel „dramatisch verbesser[e]“. Für Thomas Brenner von der PC Games stellte das Fehlen digitaler Soundeffekte den einzigen Schwachpunkt des Spiels dar.

### Spätere Veröffentlichungen

#### Amiga
Die Amiga-Umsetzung wurde für ihre technischen Unzulänglichkeiten harsch kritisiert. So beanstandete Ippisch in der Play Time im Allgemeinen eine deutliche Zeitverzögerung zwischen Mausklick und Reaktion des Systems; auch schleiche die Spielfigur förmlich über den Bildschirm. Gollert kritisierte, dass die langsame Geschwindigkeit „allem die Krone [aufsetze]“ und Spieler ohne eine die Rechenleistung steigernde Turbokarte mit Reaktionszeiten von mindestens drei Sekunden zu rechnen hätten. Upchurch bemängelte den verlangsamten Spielverlauf in geschäftigen Szenen, wie etwa auf einem Marktplatz mit vielen Figuren. Das Spiel wurde auf 11 Disketten-Datenträgern ausgeliefert. Gill nannte in diesem Zusammenhang eine Festplatte als Alternative zu einem Diskettenlaufwerk „eine Notwendigkeit und keinen Luxus“. Upchurch schloss ein zweites Diskettenlaufwerk als weitere Möglichkeit aus, da es beim Laden selbst dann noch drei- bis viermal nötig sei, Disketten zu wechseln, was das „Leben nicht sonderlich erträglicher“ mache.
Ippisch beleuchtete die technischen Hintergründe dieses Problems: er sprach von „[h]errlich verworrene[n] Ablegetaktiken“ bei den Dateien, durch die „[o]hne jede erkennbare Logik […] zwischen den einzelnen Disketten hin und hergesprungen“ werde. Die Kritik zum künstlerischen Aspekt der Grafik hingegen fiel im Großen und Ganzen gut aus. Einzig und allein Gollert nannte das Spiel „grafisch grä[ss]lich“, da es „selbst für Amiga-Verhältnisse mit unvergleichlicher Farblosigkeit“ glänze. Ippisch hingegen bemerkte, die Grafik sei auch noch mit weniger als 32 gleichzeitig dargestellten Farben „gut gelungen“. Upchurch fand die Umsetzung grafisch „ansprechend“, wenn auch „etwas pixelig“ und „ausgewaschen“. Borgmeier schrieb in der Amiga Joker, dass man mit der Portierung „Qualität […] pfundweise serviert“ bekäme und „jedes einzelne Detail stimme“. Gollert beschrieb das Spiel auf dem Amiga als „musikalisch matschig“. Auch Kennedy war der Meinung, dass die Stücke „nach einer Weile etwas nerven“ könnten. Ippisch jedoch nannte den Sound „annehmbar gelungen“. Ein besonderes Lob sprach Borgmeier für die Übersetzung aus, die es laut ihm vermied, vorherige Fehler aus der PC-Version zu übernehmen.

#### „Talkie“-Edition
Die Ergänzungen der „Talkie“-Edition auf CD-ROM erhielten viel Lob. Für Ardai trug diese überarbeitete Veröffentlichung im Gegensatz zu vielen anderen CD-Fassungen aus dieser Zeit einen „Qualitätsstempel“. Fate of Atlantis auf CD würde es schwer machen, wieder zur Diskettenversion oder überhaupt zu Spielen ohne Sprachausgabe zurückzukehren. Die gesprochenen Texte und digitalen Soundeffekte würden untermauern, wie „erstklassig“ das Spiel sei. Er würdigte die Rollenbesetzung der Synchronisation und nannte Doug Lee, den Sprecher von Indiana Jones, ein „echtes Harrison-Ford-Stimmdouble“. Zudem steigere die Sprachausgabe den Humor und verbessere die Charakterisierung von ursprünglich „platt“ erscheinenden Nebenfiguren.
Heinrich Lenhardt von der PC Player fand es „[s]chade, da[ss] […] Ford dem PC-Indy nicht die Stimme leiht“. Aber selbst ohne „Promi-Faktor“ habe LucasArts eine „professionelle […] Vertonung“ abgeliefert, was einen „dicken Atmosphäre-Bonus“ bedeute.
Sowohl Lenhardt als auch Brenner beurteilten positiv, dass die „Talkie“-Edition kaum Speicherplatz auf der Festplatte einnimmt. Auch das Wegfallen des „ermüdenden Kopierschutzmechanismus“ hielt Ardai der CD-Version zugute (ein derartiges System war zum damaligen Zeitpunkt wegen der geringen Verbreitung von CD-Brennern nur für leicht kopierbare Diskettenspiele notwendig). Nur das Lesen von Daten mitten im Satz, das ein „[S]tottern“ bei der Sprachausgabe mit sich bringe, hielt Ardai für „bedauerlich“. Die Beilage einer Lösungshilfe begrüßte Lenhardt als „höchst willkommen“. Die Computer Gaming World fasste die CD-Version als eine „schöne Annäherung an einen Indiana-Jones-Film“ zusammen, die vergleichbar mit dem Übergang vom Stumm- zum Tonfilm sei. Michael Anton schrieb in Aktueller Software Markt, dass die auf der „Talkie“-Edition basierende Macintosh-Umsetzung „sich vor dem PC-Vorbild keinesfalls verstecken [brauche]“, sowie „Grafik und Sound [in ihr] exzellent rüber[kämen]“.

### Auszeichnungen und retrospektive Bewertung
Fate of Atlantis wird gemeinhin als das beste Indiana-Jones-Computerspiel aller Zeiten sowie als Klassiker des Adventure-Genres angesehen und gilt als einer der beliebtesten Titel von LucasArts. Schon zu Zeiten der Erstveröffentlichung vergaben Rezensenten zahlreiche publikationsspezifische Preise an das Spiel: die Play Time den „Super Hit“, die PC Joker den „Joker-Hit“, Aktueller Software Markt den „ASM-Hit“ und das „Spiel des Monats“ die Power Play das Prädikat „besonders empfehlenswert“ und die Amiga Games den „Amiga Games Award“. Journalisten und Leser verschiedener Publikationen wie PC Games, Game Bytes, und Power Play krönten es zum besten Adventure-Spiel des Jahres. Auch wurde Fate of Atlantis öffentlich mit Auszeichnungen gewürdigt: bei den Golden Joystick Awards 1992 als „Bestes lizenziertes Computerspiel“, beim Industry Dinner (InDin) als „Bestes Rollenspiel/Adventure“ und bei den European Computer Trade Show Awards 1993 als „Bestes Computerspiel“. Auf der siebten International Computer Game Developers Conference 1993 wurden unter anderem Hal Barwood und Noah Falstein von ihren Industriekollegen Anstecknadeln verliehen, die ihren Beitrag an der Entwicklung eines außergewöhnlichen Computerspiels ehren sollten. In einer 1996 veröffentlichten Liste der 150 besten Spiele aller Zeiten in der Computer Gaming World belegte Fate of Atlantis den 93. Platz. Zwei Jahre später erklärte die PC Gamer es zum 41. der 50 besten Spiele. PC Games betitelte es als einen Meilenstein unter den Filmadaptionen.

## Nachfolger und Adaptionen

### Adventures
Schon im Abspann von Fate of Atlantis wird ein möglicher Nachfolger angedeutet, in dem ein jüngerer Indy auftauchen sollte. Gemeint war damit das Spiel Young Indiana Jones at the World’s Fair, eine Idee von Brian Moriarty, dem Schöpfer des Fantasy-Adventures Loom. Moriarty zufolge basierte die Rahmenhandlung dieses für das LucasArts-Label Lucas Learning entwickelten Lernspiels „gänzlich auf historischen Fakten“. Die Geschichte drehte sich um die Erfindung des Maschinengewehr-Unterbrechergetriebes für Doppeldeckerflugzeuge im Ersten Weltkrieg. Das Projekt war ein Tie-in-Produkt für die geschichtspädagogische Fernsehserie Die Abenteuer des jungen Indiana Jones, wurde aber nach Einstellung der TV-Produktion gestoppt. William Eaken erwähnte in einem Interview, dass „viele Leute [das Spiel] nicht sehr mochten“.

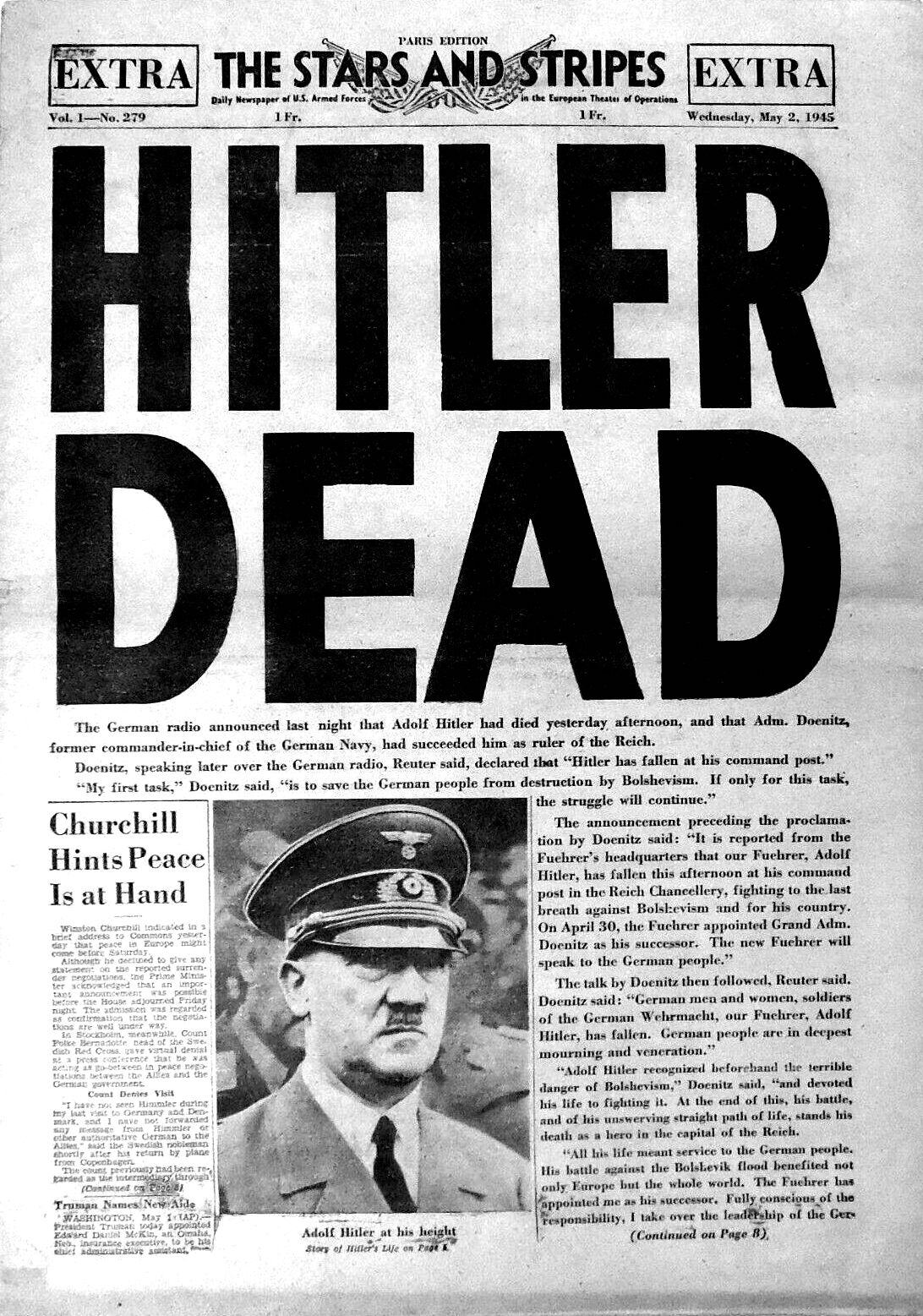
Die Handlung des geplanten Nachfolgers Indiana Jones and the Iron Phoenix befasste sich mit einer Wiederbelebung Adolf Hitlers nach dem Zweiten Weltkrieg. Daher wurden Probleme mit der Vermarktung des Spiels in Deutschland befürchtet.

Als Nächstes dachten sich Joe Pinney als Projektleiter und Hal Barwood als Story Consultant die Geschichte Indiana Jones and the Iron Phoenix II aus. Barwood hatte die Idee, nach dem Zweiten Weltkrieg in Bolivien untergetauchte Nationalsozialisten nach einem Artefakt suchen zu lassen, mit dem sie ihren Führer Adolf Hitler wieder zum Leben erwecken konnten. Die Handlung war im Jahr 1947 angesiedelt und befasste sich mit Indys Suche nach dem Stein der Weisen, bei der sich seine Wege mit der sowjetischen Geheimagentin und „Nazi-Jägerin“ Nadia Kirov kreuzten. Obwohl sich Angaben zum Verlauf und zur Einstellung des Projekts zum Teil widersprechen, werden übereinstimmend Probleme berichtet, die eine erfolgreiche Fertigstellung von Iron Phoenix verhinderten. So soll Pinney LucasArts noch in einem frühen Entwicklungsstadium ganz plötzlich verlassen haben, sodass seine Kollegen Aric Wilmunder und Bill Stoneham die Projektleitung übernehmen mussten. Wilmunder sah sich dabei für die Ausarbeitung der Geschichte zu einem Designdokument mit konkreten Spielumgebungen und Zwischensequenzen verantwortlich, mit dem die eigentliche Produktion dann beginnen konnte.
Bald darauf wurde Wilmunder allerdings von seinen Vorgesetzten informiert, dass er zusätzlich zu seiner Aufgabe als Projektleiter von Iron Phoenix auch noch an dem problembehafteten Weltraum-Adventure The Dig mitarbeiten sollte. Währenddessen gab es Spannungen unter den künstlerischen Gestaltern von Iron Phoenix. Der Chef-Animator Anson Jew sollte die Spielfiguren mehr als doppelt so groß wie in bisherigen LucasArts-Spielen machen; ihm stand dafür jedoch nur eine sehr begrenzte Anzahl an Farben zur Verfügung, da eine größere Palette wiederum die Reduzierung der Farben für die von Stoneham gezeichneten, realistischen Hintergründe bedeutet hätte. Daraus resultierte ein zeichentrickhafter Art-déco-Stil für die Figuren, den Jew als eine Art Notlösung beschrieb, nachdem seine Forderungen nach einer höheren Farbtiefe abgewiesen worden waren. LucasArts begann zwischenzeitlich das erste Mal in der Firmengeschichte die Zusammenarbeit mit einem externen Softwareentwickler. Ein Unternehmen aus dem kanadischen Montreal bekam den Zuschlag, weil es LucasArts die Finanzierung eines Spielprojekts über Steuersubventionen versprach, sodass man über die mangelnde Entwicklungserfahrung dieses Teams hinwegsah. Wilmunder erinnerte sich später an „mehrere Warnsignale“, so habe das kanadische Studio keine Animationen an LucasArts abgeliefert und die externen Mitarbeiter arbeiteten zum Teil an anderen Projekten, wie bei Kontrollbesuchen ersichtlich war.
Als die Zusammenarbeit mit dem Entwickler in Kanada nach sechs bis acht Monaten wieder beendet wurde, konzentrierte sich Wilmunder immer mehr auf The Dig. Danach experimentierte man für Iron Phoenix noch mit Videoaufnahmen von Schauspielern in Verbindung mit Stonehams Hintergründen, um eine „Kreuzung von Adventure-Spiel und Realkino“ zu erzeugen. Nach 15 Monaten Entwicklungszeit wurde das Spiel schließlich auf der Messe European Computer Trade Show vorgestellt. Als die deutschen Partner von LucasArts dort herausfanden, wie stark das Spiel das Thema des Neonazismus behandelte, äußerten sie große Bedenken über die Vermarktungsfähigkeit in Deutschland. Da der deutsche Absatzmarkt für Adventure-Spiele mittlerweile höhere Einnahmen als in den Vereinigten Staaten abwarf, befürchtete man, dass die Entwicklungskosten von Iron Phoenix die niedrigeren Umsätze letztlich übersteigen würden und stoppte das Projekt. Barwood äußerte sich später negativ zur Handlung: „Hätten wir zuvor intensiver über die Geschichte nachgedacht, wäre uns denke ich aufgefallen, dass sie taktlos war, daher bedauere ich ihren Verlust nicht.“ Auch Wilmunder gab zu, dass die Entscheidung seiner Vorgesetzten nachvollziehbar gewesen sei und er lieber gar kein Produkt als ein schlechtes Produkt abgeliefert habe. Die Comiczeichnerin Lee Marrs verarbeitete Iron Phoenix später zu einer vierteiligen Serie für Dark Horse, die monatlich von Dezember 1994 bis März 1995 erschien.
Barwood erwähnte ein weiteres Nachfolgerspiel namens Indiana Jones and the Spear of Destiny, das er Wilmunder zuschrieb. Es sei ebenfalls als externe Entwicklung durch ein kleines kanadisches Studio geplant gewesen, aber wegen mangelndem Projektmanagements eingestellt worden. Aussagen von Wilmunder und anderen Entwicklern hingegen widersprechen dem und bringen diese Anekdote stattdessen mit Iron Phoenix in Verbindung. Es kann daher davon ausgegangen werden, dass Spear of Destiny mit seiner Geschichte um die Heilige Lanze schon immer ausschließlich als die im Jahr 1995 veröffentlichte Comicserie von Dark Horse existierte. Wilmunder gab lediglich an, dass er später über einen Vorläufer zum zweiten Kinofilm Indiana Jones und der Tempel des Todes nachgedacht hatte, der sich mit der Bergung der sterblichen Überreste des Nurhaci und Indys erstem Treffen mit seinem jungen Sidekick „Shorty“ befassen sollte.

### Sonstige
Bereits Anfang der 1990er-Jahre wurde bekannt, dass Fate of Atlantis während der Entwicklung auch als Drehbuch für den vierten Teil der Indiana-Jones-Filmreihe vorbereitet wurde. So plante man, das Spiel und den Film als sich ergänzende Produkte zu veröffentlichen und trieb bei LucasArts Gespräche über eine Verfilmung voran. Harrison Ford befürchtete zum damaligen Zeitpunkt jedoch, zu sehr mit der Rolle des Indiana Jones identifiziert zu werden und war nicht bereit dazu, in einem weiteren Film der Reihe aufzutreten. Aus diesem Grund wurde die Beschaffung von Kapital schließlich unmöglich und die Produktion musste eingestellt werden. In einem Pressetermin für den vierten Kinofilm Indiana Jones und das Königreich des Kristallschädels bestätigte George Lucas, es sei über eine Verfilmung von Fate of Atlantis nachgedacht worden. Als Grund für das Scheitern des Vorhabens gab er an, dass das Drehbuch des Spiels nicht ausreichend Material für eine Verfilmung bot.
Ebenfalls während der Entwicklung von Fate of Atlantis begannen die Comiczeichner William Messner-Loebs und Dan Barry mit der Adaption der Geschichte für eine Dark-Horse-Reihe, die anfangs noch den Titel Indiana Jones and the Keys to Atlantis trug. Das einem Arcade-Spiel gleichende Indiana Jones and the Fate of Atlantis: The Action Game vom Softwareentwickler Attention to Detail wurde fast zeitgleich mit dem Adventure-Pendant veröffentlicht und orientiert sich lose an dessen Handlung. Heinrich Lenhardt bezeichnete es als das „schlechteste Indy-Game aller Zeiten“ und als „noch dümmer, noch fieser, noch rundherum schlechter“ als den von U.S. Gold produzierten Vorgänger Indiana Jones and the Last Crusade: The Action Game.
Barwood wagte sich Jahre später an ein Gelegenheitsspiel: Er entwarf ein Adventure mit Action- und Puzzle-Elementen, bei dem man die Spielfigur aus der Vogelperspektive steuert. Als Fensteranwendung für Windows konzipiert, ist es in kurze Spielsegmente von etwa 30 Minuten Länge aufgeteilt. Das besondere daran ist, dass ein Zufallsgenerator bei jedem Neustart aus einer Reihe von vordefinierten Elementen ein neues Spiel erzeugt. Ursprünglich spielte die Handlung in einer postapokalyptischen Zukunft, aber auf Geheiß von LucasArts’ Marketingteam musste Barwood sein Konzept unter Verwendung der Indy-Lizenz anpassen, da man sich unter dem Titel Indiana Jones and his Desktop Adventures höhere Verkäufe versprach. Der Plan ging allerdings nicht auf, da Kritiker hinsichtlich Grafik und Sound höhere Erwartungen an LucasArts stellten und das Spiel deswegen verrissen.
Einige Jahre später gewannen dreidimensionale Action-Adventures an Beliebtheit, weshalb Barwood an der Entwicklung eines Spiels in diesem Genre interessiert war. Er wollte dafür eine im Amerika der 1950er-Jahre angesiedelte Geschichte über fliegende Untertassen verwenden, aber musste die Idee verwerfen, da sie von Lucasfilm für Königreich des Kristallschädels zurückgehalten wurde. Stattdessen entwarf Barwood schließlich das Action-Adventure Indiana Jones und der Turm von Babel, bei dem er die Gelegenheit hatte, Sophia Hapgood erneut einzubauen. Aus seinem ersten Entwurf für die Handlung übernahm er die Sowjets als Antagonisten, da er fand, dass die Nationalsozialisten als Gegenspieler Indys zu oft gebraucht worden waren.